# Huis ter Mey
Huis ter Mey (ook wel: Ter Mij of Huis ter Meye) was een kasteel in de Nederlandse plaats Leiderdorp, provincie Zuid-Holland.

## Geschiedenis
Het Huis ter Mey was het stamhuis van de familie Van der Mye, maar het is niet bekend wanneer het kasteel is gebouwd. Het landgoed bestond al wel in 1156, want toen droeg Albertus de Mi het op aan de abdij van Egmond om het vervolgens in leen weer terug te ontvangen.
In 1397 kwam het goed in bezit van Herman van Zwieten.
Begin 16e eeuw werd Coenraad van Boschhuysen met het kasteel beleend.
Tijdens het beleg van Leiden in 1573 werd het kasteel op last van het Leidse stadsbestuur verwoest en bleef er alleen een torenruïne over. In de 17e eeuw bleek het kasteel opnieuw bewoond.
De Leidse bestuurder Johan van Landschot (1693-1759) liet het gebouw in de 18e eeuw grootschalig vernieuwen.
In 1800 is het kasteel afgebroken.
In het landschap zijn geen restanten bewaard gebleven en er heeft geen archeologisch onderzoek plaatsgevonden. De voormalige kasteellocatie is geheel overbouwd en lag vermoedelijk ter hoogte van het gemaal aan de Tollenaersingel.
Abbenbroek · Abspoel · Adegeest · Slot Alkemade ·  Altena · Arkelsburg · Bellesteyn · Huis ten Berghe · Binckhorst · Binnenhof · Blijdestein · Te Blotinghe · Boekenburg · Boekhorst · Boshuysen · Bulgersteyn · Burcht (Leiden) · Burcht (Voorne) · Slot Capelle · Coebel · Cranenburg · Crayestein · Cronesteyn · Crooswijk · Develstein · 't Huys Dever · Dirks Steenhuis · Ter Does · Duivenstein · Duivenvoorde · Endegeest · Endepoel · Foreest · Giessenburg · Gravensteen · Groot Haesebroek · 's Heeraartsberg · Hof van Wateringen · Holy · Slot Honingen · Kasteel van de Heren van Arkel · Kasteel van Gouda · Keenenburg · Kasteel Keukenhof · Klein Poelgeest · Huis te Langerak · Langestein · Huis te Liesveld · Ter Lips · De Loo · Madeburcht · Marenburch · Meerburg · Huis te Merwede · Huis ter Mey · Kasteel van der Meye · Niemandsvriend · Noordeloos · Oud-Berendrecht · Oud-Poelgeest · Oud Teylingen · Paddenpoel · Persijn · Groot Poelgeest · Hof van Putten · Puttensteyn · Landgoed De Raephorst · Kasteel Ravesteyn · Kasteel van Rhoon · Rijnegom · Rijnenburg · Huis te Riviere · Rodenburg · Hofstad Rodenrijs · Rodenrijs · Rosenburgh · Huis Roucoop · Santhorst · Schelluinderberg · Schonenburg · Kasteel van Schoonhoven · Souburgh · Spangen · Starrenburg · Huis ter Specke · Steenvoorde · Stenevelt · Slot Teylingen · Den Toll · Torenvliet · Slot Valckesteyn · Huis ter Waard · Warmont · Ter Weer · Hof van Wena · Kasteel Westerbeek · Huis te Woude · Kasteel van IJsselmonde · 't Zand · Huis Zevender · Kasteel aan de Zevender · Zijlhof · Zonneveld · Huis Zuidwijk · Zwieten